# سانسور در جمهوری فرانسه
در فرانسه سانسور قدمت قرون وسطایی دارد از جمله آنکه در قرون وسطی بسیاری از موارد ستم‌های کشیش‌ها یا اشخاص وابسته به کلیسا سانسور می‌شد، در تقریباً تمامی موارد مخالفان حکومت یا مسیحیت افراطی سرکوب می‌شدند.
- در قرن شانزدهم به دستور پادشاه فرانسه تمامی کتاب‌های پزشکی و اجتماعی توسط دانشگاه ملی فرانسه بررسی شد و موارد به ضرر دولت سانسور شد.
- در سال ۱۵۴۴ حق نوشتن کتاب از استادان دانشگاه گرفته‌شد.
- سانسور شدن شکنجه توسط ارتش فرانسه در جریان جنگ الجزایر.

## مطبوعات
مطبوعات در فرانسه به‌طور عمده آزاد هستند هرچند گاهی فشار غیرمستقیم دولت مطبوعات را از نوشتن برخی مقالات و گفتن برخی مسائل منع می‌کنند.